# 貝茲代亞德鄉

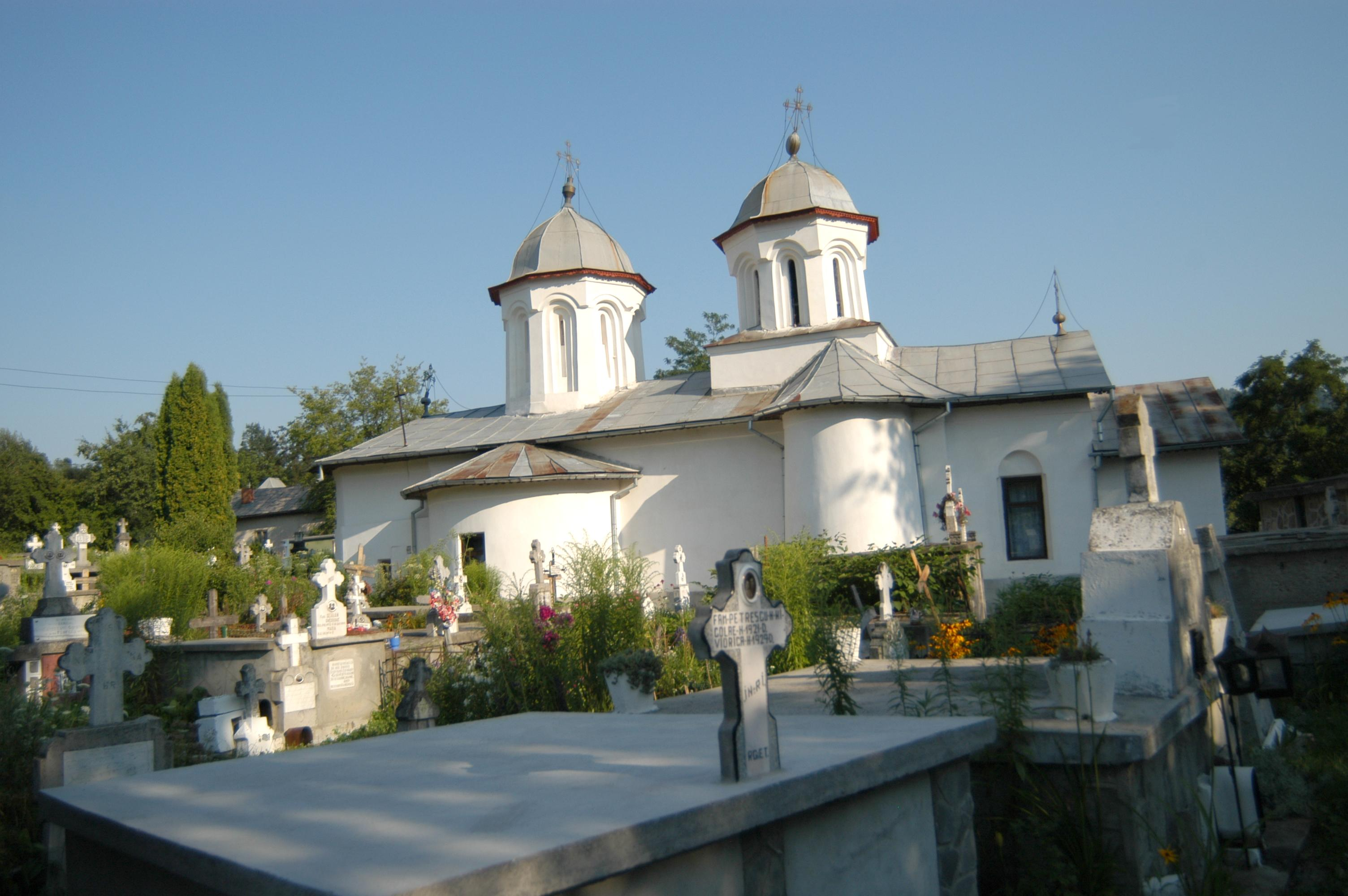

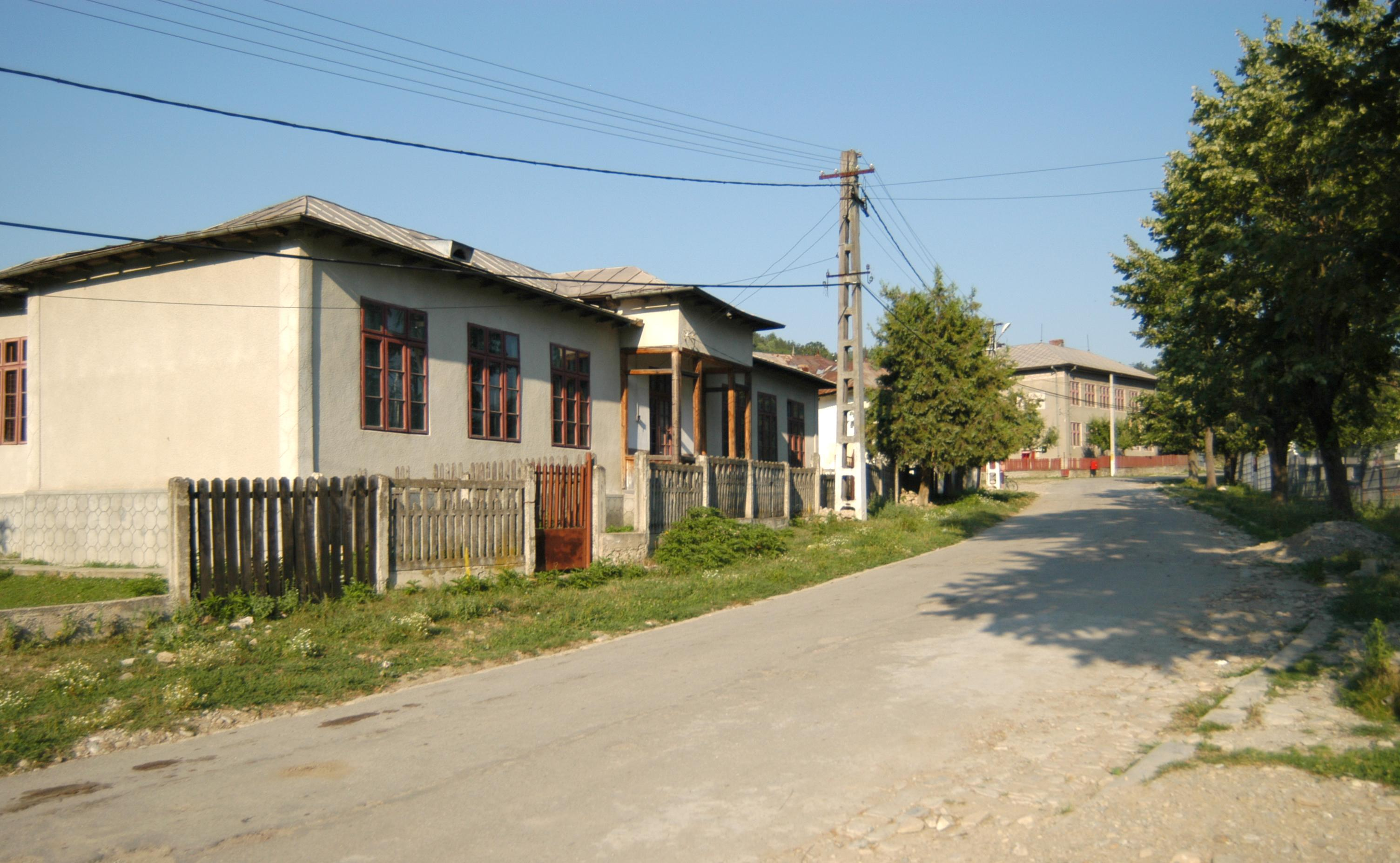

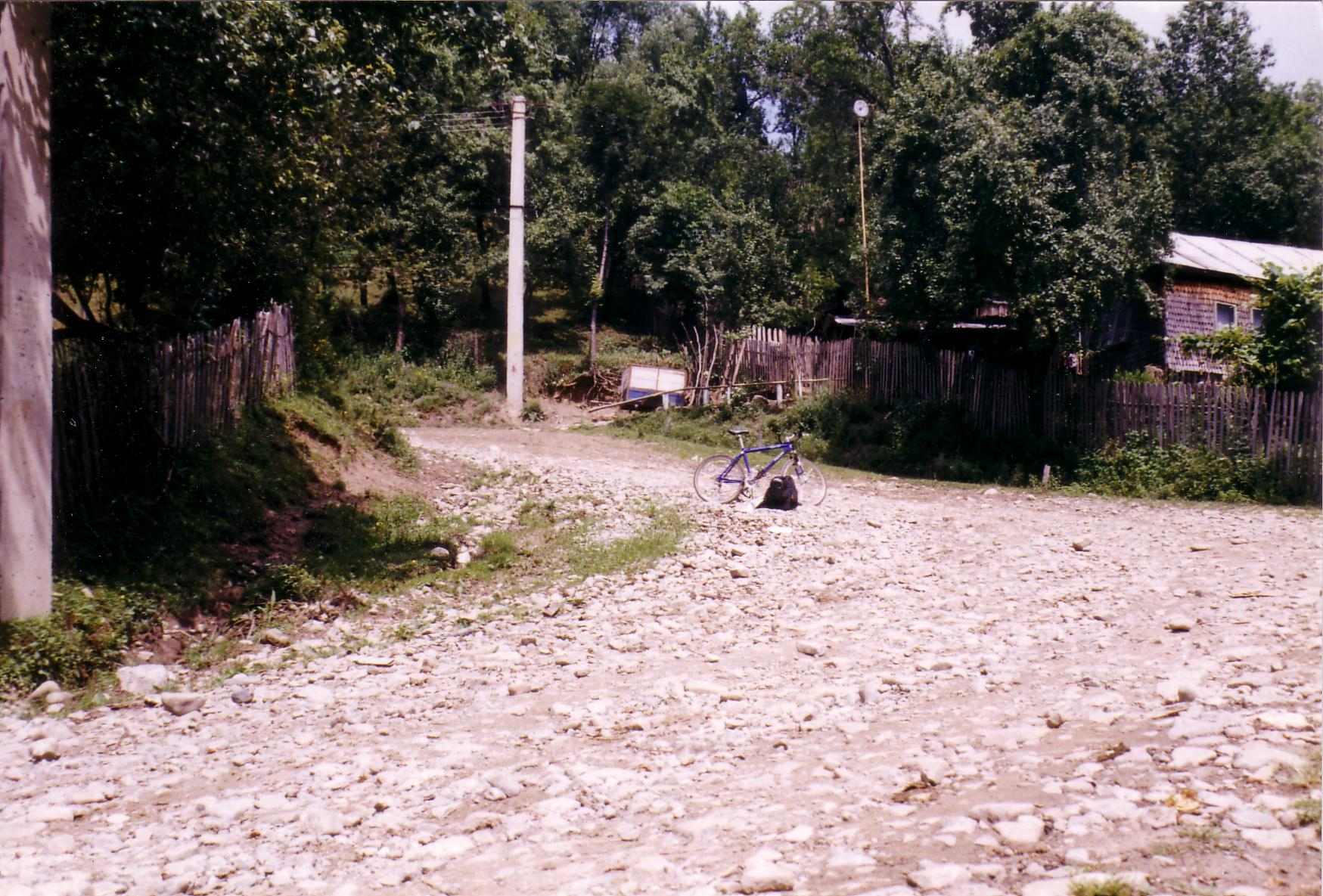

45°9′0″N 25°31′0″E / 45.15000°N 25.51667°E
貝茲代亞德鄉（羅馬尼亞語：Comuna Bezdead, Dâmbovița），是羅馬尼亞的鄉份，位於該國南部，由登博維察縣負責管轄，面積58平方公里，海拔高度533米，2007年人口4,825，人口密度每平方公里84人。